# Joachim I Nestor van Brandenburg
Joachim I Nestor (Cölln, 21 februari 1484 – Stendal, 11 juli 1535) was van 1499 tot 1535 keurvorst van Brandenburg.
Joachim was de zoon van keurvorst Johan Cicero en Margaretha van Saksen. Hij groeide van 1490 tot 1498 op in Franken en ontving van Dietrich von Bülow een humanistische opleiding die later door abt Johannes Trithemius werd uitgediept. Door zijn Latijnse spreekvaardigheid werd hij (evenals zijn vader) wel een Duitse Cicero genoemd, maar de bijnaam Nestor kreeg hij vanwege zijn doordachte oordelen. Hij was ook geïnteresseerd in geneeskunde, astronomie en astrologie en had contact met vele geleerden van zijn tijd. 
Na zijn vaders dood op 9 januari 1499 werd Joachim Nestor keurvorst. Niet lang daarna trad hij op 16-jarige leeftijd in het huwelijk met Elisabeth van Oldenburg, dochter van koning Johan van Denemarken. Hij nam enigszins deel aan de politieke strubbelingen van de Scandinavische koninkrijken, maar tijdens de eerste jaren van zijn heerschappij hield hij zich vooral bezig met binnenlandse aangelegenheden. Met harde en wrede maatregelen lukte het hem weer enigszins de orde te herstellen. Hij verbeterde ook de justitie en hielp de ontwikkeling van de handel.
In het kader van de keizerlijke verkiezing van 1519 overlaadden zowel de aanhangers van Frans I van Frankrijk als Karel I van Spanje hem met beloften voor zijn stem. Joachim hoopte op gegeven moment zelfs er zelf met de titel aan de haal te kunnen gaan. Uiteindelijk koos hij toch de winnende kant en stemde voor Karel, die toen keizer Karel V werd. Desondanks was zijn verhouding met de keizer niet goed en onderhield hij geregeld contact met diens vijanden.
Joachim Nestor was een katholiek en benadrukte bij Karel het belang van het Edict van Worms, waarin Maarten Luther uit het rijk was verbannen. Net als zijn broer Albrecht, de aartsbisschop van Maagdenburg en Mainz, was hij een van de vijanden van de Reformatie en ging de verspreiding ervan in zijn land tegen. Een proces wegens hostieschending in 1510 eindigde met een massa-executie en verbanning van de Joden uit zijn land. Zijn vrouw Elisabeth kwam via haar broer Christiaan II van Denemarken in aanraking met de leer van Luther en nam in 1527 heimelijk het nieuwe geloof aan. Een jaar later moest ze naar Saksen vluchten. Ook enkele van zijn familieleden waren tot zijn afgrijzen protestants. Door deze affaire werd Joachims vete met Luther persoonlijk getint.
Joachim Nestor stichtte de universiteit van Frankfurt (Oder).
Hij overleed op 51-jarige leeftijd te Stendal en werd opgevolgd door zijn zoon Joachim II Hector, die de Reformatie in Brandenburg zou introduceren.
Zijn andere kinderen waren:
- Anna (1507-1567), in 1524 gehuwd met Albrecht VII van Mecklenburg-Güstrow,
- Elisabeth (1510-1558), in 1525 gehuwd met Erik I van Brunswijk-Calenberg-Göttingen,
- Margaretha ( 1511-1577), in 1530 gehuwd met George I van Pommeren, als weduwe hertrouwd ze in 1534 Johan IV van Anhalt
- Johan (1513-1571), markgraaf van Brandenburg-Küstrin 1536-1571.

## Voorvaderen
| Joachim I Nestor van Brandenburg             | Joachim I Nestor van Brandenburg                                                 | Joachim I Nestor van Brandenburg                                                 | Joachim I Nestor van Brandenburg                                                 | Joachim I Nestor van Brandenburg                                                 | Joachim I Nestor van Brandenburg                                                 | Joachim I Nestor van Brandenburg                                                 | Joachim I Nestor van Brandenburg                                                  | Joachim I Nestor van Brandenburg                                                  |
| -------------------------------------------- | -------------------------------------------------------------------------------- | -------------------------------------------------------------------------------- | -------------------------------------------------------------------------------- | -------------------------------------------------------------------------------- | -------------------------------------------------------------------------------- | -------------------------------------------------------------------------------- | --------------------------------------------------------------------------------- | --------------------------------------------------------------------------------- |
| Overgrootouders                              | Frederik I van Brandenburg (1371–1440) ∞ Elisabeth van Beieren (1383-1442)       | Frederik I van Brandenburg (1371–1440) ∞ Elisabeth van Beieren (1383-1442)       | Jacob van Baden (1407-1453) ∞ Catharina van Lotharingen (1407-1439)              | Jacob van Baden (1407-1453) ∞ Catharina van Lotharingen (1407-1439)              | Frederik I van Saksen (1370-1428) ∞ Catharina van Brunswijk-Lüneburg (1395-1442) | Frederik I van Saksen (1370-1428) ∞ Catharina van Brunswijk-Lüneburg (1395-1442) | Albrecht II (Rooms-koning) (1397-1439) ∞ 1408 Elisabeth van Luxemburg (1409-1442) | Albrecht II (Rooms-koning) (1397-1439) ∞ 1408 Elisabeth van Luxemburg (1409-1442) |
| Grootouders                                  | Albrecht Achilles van Brandenburg (1414–1486) ∞ Margaretha van Baden (1431-1457) | Albrecht Achilles van Brandenburg (1414–1486) ∞ Margaretha van Baden (1431-1457) | Albrecht Achilles van Brandenburg (1414–1486) ∞ Margaretha van Baden (1431-1457) | Albrecht Achilles van Brandenburg (1414–1486) ∞ Margaretha van Baden (1431-1457) | Willem III van Saksen (1425-1482) ∞ Anna van Oostenrijk (1432-1462)              | Willem III van Saksen (1425-1482) ∞ Anna van Oostenrijk (1432-1462)              | Willem III van Saksen (1425-1482) ∞ Anna van Oostenrijk (1432-1462)               | Willem III van Saksen (1425-1482) ∞ Anna van Oostenrijk (1432-1462)               |
| Ouders                                       | Johann Cicero van Brandenburg (1455–1499) ∞ Margaretha van Saksen (1449-1501)    | Johann Cicero van Brandenburg (1455–1499) ∞ Margaretha van Saksen (1449-1501)    | Johann Cicero van Brandenburg (1455–1499) ∞ Margaretha van Saksen (1449-1501)    | Johann Cicero van Brandenburg (1455–1499) ∞ Margaretha van Saksen (1449-1501)    | Johann Cicero van Brandenburg (1455–1499) ∞ Margaretha van Saksen (1449-1501)    | Johann Cicero van Brandenburg (1455–1499) ∞ Margaretha van Saksen (1449-1501)    | Johann Cicero van Brandenburg (1455–1499) ∞ Margaretha van Saksen (1449-1501)     | Johann Cicero van Brandenburg (1455–1499) ∞ Margaretha van Saksen (1449-1501)     |
| Joachim I Nestor van Brandenburg (1484–1535) |                                                                                  |                                                                                  |                                                                                  |                                                                                  |                                                                                  |                                                                                  |                                                                                   |                                                                                   |